# Lothar Matthäus
Lothar Herbert Matthäus (født 21. marts 1961) er en tidligere tysk fodboldspiller og nu træner. I 1990 var han anfører for det vesttyske fodboldlandshold, der vandt VM og senere samme år blev han kåret til årets fodboldspiller i Europa. Året efter fik han også titlen verdens bedste fodboldspiller.
Han har i alt deltaget ved fem forskellige VM-slutrunder (1982, 1986, 1990, 1994, 1998) og spillet 25 VM-kampe, hvilket var rekord indtil VM i 2022, hvor Lionel Messi spillede sin kamp nr. 26 i finalen. Desuden vandt han EM 1980 og deltog i turneringen i 1984, 1988 og 2000. Matthäus er den tyske fodboldspiller, der har spillet flest landskampe nogensinde. Det blev til 150 optrædener (83 af dem var for det tidligere Vesttyskland) og 23 mål. Han blev i 2004 udtaget til FIFA 100 af Pelé.

## Spillerkarriere
Matthäus var i begyndelsen af sin karriere midtbanespiller, men i 30'erne blev han trukket længere tilbage på banen i en position som sweeper.
Han er født i Erlangen i Bayern og spillede i sine ungdomsår i den lille bayerske klub FC Herzogenaurach.
I 1979 startede han sin professionelle karriere i bundesliga-klubben Borussia Mönchengladbach. Her spillede han frem til 1984. Med det vesttyske fodboldlandshold vandt han EM 1980 og spillede desuden to kampe ved VM 1982, hvor holdet tabte finalen 3-1 til Italien.
Derefter skiftede Matthäus til Bayern München, hvor han spillede i årene 1984-1988. I disse år vandt han bundesligaen tre gange (1985, 1986, 1987) samt DFB-Pokal. I 1987 nåede han med klubben til finalen i Europacuppen for mesterhold. Her kom Bayern foran 1-0, men tabte kampen 2-1 til FC Porto.
På dette tidspunkt var han en fast del af landsholdet og spillede derfor ved VM 1986. I ottendedelsfinalen scorede han det afgørende mål i 1-0-sejren over Marokko. Matthäus skulle i finalen mod Argentina dække turneringens bedste spiller Diego Maradona op. Vesttyskland tabte kampen 2-3.
Ved EM 1988 var han anfører for Vesttyskland og scorede på straffespark til 1-0 mod Holland (de senere europamestre) i semifinalen. Ronald Koeman udligenede dog og i det sidste minut scorede Marco van Basten til 2-1 for Holland.
Efter slutrunden i 1988 skiftede Matthäus sammen med holdkammeraten i Bayern München Andreas Brehme til Inter i Italien. Holdet vandt i 1989 Serie A og Italiens Supercup.
Samtidig med succesen i Serie A lykkes det i 1990 Vesttyskland at vinde VM 1990, som blev afholdt i Italien. Seks spillere på det vesttyske landshold spillede på dette tidspunkt i den italienske liga og størstedelen af holdets kampe blev spillet på Inters hjemmebane San Siro. I en ellers defensiv turnering var Vesttyskland et af de få hold, der satsede offensivt; Matthäus anførte holdet fra midtbanen, og han scorede selv fire mål. I finalen mødte vesttyskerne endnu engang Argentina med Maradona på holdet. Matthäus fik sin revanche, da Brehme i det 85. minut scorede til kampens resultat 1-0. Dermed vandt Matthäus VM-guldet som den sidste anfører for Vesttysklands landshold, da det efter Tysklands genforening gik sammen med Østtyskland og blev et fælles tysk landshold.
Matthäus fulgte i Inter op på succesen efter VM-slutrunden. Holdet vandt UEFA-Cuppen i 1991 og han blev samme år kåret til verdens bedste fodboldspiller af FIFA. I 1992 vendte han tilbage til Bayern München, hvor han i de følgende år vandt fire Bundesliga-titler, to DFB-Pokaler og nåede finalen i Champions League i 1999.
Matthäus var skadet og deltog ikke ved EM 1992, hvor det genforenede tyske landshold nåede finalen og overraskende tabte til Danmark. Ved VM 1994 i USA spillede han i en ny rolle som sweeper. I kvartfinalen mod Bulgarien scorede han til 1-0 på et straffespark, men bulgarerne scorede efterfølgende to mål på tre minutter og sendte de forsvarende mestre ud af turneringen. Selvom han ikke officielt træk sig tilbage fra landsholdsfodbold, regnede man med, at det havde været hans sidste turnering. Matthäus blev ikke udtaget til landsholdet efter uoverensstemmelser med den nye anfører Jürgen Klinsmann og træner Berti Vogts. I hans fravær vandt Tyskland EM 1996.
Ved VM 1998 blev Matthäus overraskende udtaget til landsholdet som afløser for den skadede Matthias Sammer. Han sad på bænken i Tysklands sejr over USA, men blev skiftet ind i 2-2-kampen mod Jugoslavien, hvor han desuden slog rekorden for antal VM-kampe med sin kamp nr. 22. Han var med i resten af Tysklands kampe indtil de i kvartfinalen blev slået ud af Kroatien. 
Den eneste store turnering, som Matthäus deltog i, men aldrig vandt, var UEFA Champions League. I 1999 var han utroligt tæt på, da Bayern München i de sidste minutter af finalen førte 1-0 over Manchester United. Han blev skiftet ud i slutningen af kampen og kunne fra sidelinjen i overtiden se Manchester United score to mål. Da de to hold efter kampen modtog medaljer, fjernede han straks sin fra halsen. Hans sidste officielle kamp for Bayern München var en Champions League-kamp mod Real Madrid den 8. marts 2000, som tyskerne vandt 4-1.
I løbet af sæsonen 1999-2000 skiftede han til Major League Soccer-holdet MetroStars i USA. Han spillede i USA fra marts til september 2000 og stoppede derefter karrieren.
De sidste tre landskampe spillede Matthäus ved EM 2000. I hans kamp nr. 150 sendte Portugal tyskerne ud af turneringen.

## Trænerkarriere
Kort tid efter at have stoppet karrieren som professionel fodboldspiller begyndte Matthäus en ny karriere som fodboldtræner. Han startede som cheftræner i Rapid Wien med svingende resultater.
I december 2002 blev han hyret som træner i Partizan Beograd, hvor han skulle tage over efter den serbiske Ljubiša Tumbaković. Matthäus levede op til klubbens forventninger og vandt mesterskabet i 2002-03. Ydermere lykkedes det i august 2003 holdet at kvalificere sig til Champions League efter at have besejret Newcastle United i tredje runde af kvalifikationen. Det havnede i en hård gruppe med Real Madrid, FC Porto (de senere mestre) og Olympique de Marseille. Partizan klarede sig fint i forhold til forventningerne, men endte dog på gruppens sidsteplads. 
I december 2003 annoncerede Matthäus pludselig, at han stoppede som træner for Partizan. Få dage senere blev han offentliggjort som landstræner for Ungarn. Hans opgave var at kvalificere holdet til VM 2006 i Tyskland. Ungarn kom i gruppe med blandt andet Sverige, Kroatien og Bulgarien og allerede efter de første kampe i foråret 2004 viste det sig at være en meget svær opgave. Holdet kvalificerede sig ikke, men Matthäus blev som landstræner indtil kvalifikationen var slut.
Den 11. januar 2006 skrev Matthäus under på en et-årig kontrakt med den brasilianske klub Atlético Paranaense. Efter kun syv kampe (fem sejre og to uafgjorte) valgte han dog i marts 2006 at stoppe i klubben. Han udtalte, at det var sket på baggrund af familiære årsager. Måden, han forlod klubben på, rejste nogle spørgsmål omkring hans professionalisme. Fem uger efter Matthäus skrev under på kontrakten, informerede han klubben om, at han skulle skynde sig tilbage til Europa for at løse et problem. Han lovede at komme tilbage efter 3-4 dage, men efter at have været væk i to uger, faxede han sin besked om opsigelse af kontrakten. Han vendte ikke engang tilbage for at få sine personlige ejendele med.
Den 19. maj 2006 blev Matthäus træner for Red Bull Salzburg i den østrigske Bundesliga. Samme dag blev Giovanni Trapattoni (som tidligere havde været træner for Matthäus i både Inter og Bayern München) udnævnt til klubbens sportsdirektør. Selvom klubben vandt mesterskabet, valgte klubbens bestyrelse efter sæsonen at fyre ham.
Det blev den 12. april 2008 offentliggjort, at Matthäus havde skrevet under på en to-årig kontrakt med den israelske klub Maccabi Netanya. Han begynder som træner i klubben midt i juni.

## Titler
- Bundesliga: 7 (1985, 1986, 1987, 1994, 1997, 1999, 2000)
- DFB-Pokal: 3 (1986, 1998, 2000)
- Serie A: 1 (1989)
- UEFA-Cup: 2 (1991, 1996)
- EM i fodbold: 1 (1980)
- VM i fodbold: 1 (1990)
- Østrigske Bundesliga: 1 (2007) (som træner)
- Serbiske Superliga: 1 (2003) (som træner)

Individuelle
- Årets fodboldspiller i Tyskland: 1990, 1999
- Årets fodboldspiller i Europa: 1990
- Årtes fodboldspiller i verden: 1991